# Liste der Monuments historiques in Estourmel
Die Liste der Monuments historiques in Estourmel führt die Monuments historiques in der französischen Gemeinde Estourmel auf.

## Liste der Bauwerke
| Bezeichnung     | Beschreibung | Standort               | Kennzeichnung | Schutzstatus | Datum | Bild |
| --------------- | ------------ | ---------------------- | ------------- | ------------ | ----- | ---- |
| Kapelle Bricout | Erbaut 1865  | Rue de l’Église (Lage) | PA00107911    | Inscrit      | 1990  |      |